# Donato Álvarez
Donato Álvarez (Esquina, 17 de febrero de 1825 - Buenos Aires, 23 de septiembre de 1913) fue un militar argentino, que participó en las guerras civiles de su país, en las luchas contra los indígenas y en la Guerra del Paraguay.

## Biografía
Estudió en el colegio del convento de San Ignacio de Buenos Aires. Según su propio testimonio, fue tomado a la fuerza a la salida del colegio e incorporado contra su voluntad como soldado de un regimiento de caballería en 1837. Es el único caso conocido de enrolamiento a la fuerza de un joven educado en la época de Rosas, lo que hace ese testimonio particularmente dudoso.
Participó en campañas contra los indígenas, y más tarde participó en la guerra contra los unitarios, desde 1839 hasta 1849. Participó en las batallas de Chascomús, Quebracho Herrado, Sancala, Rodeo del Medio, Arroyo Grande, Vuelta de Obligado y el combate de Salto. En 1841 presenció el fusilamiento del general Mariano Acha.
Se unió al Ejército Grande de Justo José de Urquiza en la época del "pronunciamiento", y combatió en la batalla de Caseros. Participó en la revolución del 11 de septiembre de 1852, y en la defensa contra el sitio de Buenos Aires impuesto por los federales de Hilario Lagos. Participó en varias campañas contra los indígenas, y combatió en las batallas de Cepeda y Pavón.
En 1860 se inició en la masonería, a la que perteneció el resto de su vida.
Al frente de un regimiento de caballería, y con el grado de teniente coronel, participó en la Guerra del Paraguay. Combatió en las batallas de Yatay, Tuyutí, Lomas Valentinas y Azcurra.
Participó también en la campaña contra la rebelión jordanista en 1870, y fue quien comandó las tropas nacionales en la última batalla de Ricardo López Jordán antes de dejar su provincia, en el combate de Punta del Monte, del 6 de marzo de 1871, al norte de Gualeguay. Tras la derrota del caudillo fue nombrado comandante de la frontera de Santa Fe con los indios del sur. El 24 de junio de 1873 fue nombrado comandante militar de Concordia y el 1 de noviembre de 1874 pasó a ocupar el mismo cargo en Gualeguaychú, en la provincia de Entre Ríos, en cuyo cargo debió enfrentar las últimas rebeliones de López Jordán.
En 1880 comandó una división entrerriana contra las fuerzas que apoyaron en la provincia de Corrientes a la revolución porteña. Fue ascendido al grado de general de brigada al año siguiente, y nombrado inspector general del arma de caballería.
En 1890 colaboró en la defensa del gobierno contra la revolución del Parque, y fue ascendido a teniente general.
Pasó a retiro en 1895 y falleció en Buenos Aires el 23 de septiembre de 1913. Sus restos se encuentran en el Cementerio de la Recoleta.
Una localidad de la provincia de Tucumán y una calle de Buenos Aires, en los barrios de Caballito y Flores, recuerdan al teniente general Donato Álvarez, así como calles en otras ciudades del país.